# Бутовый фундамент

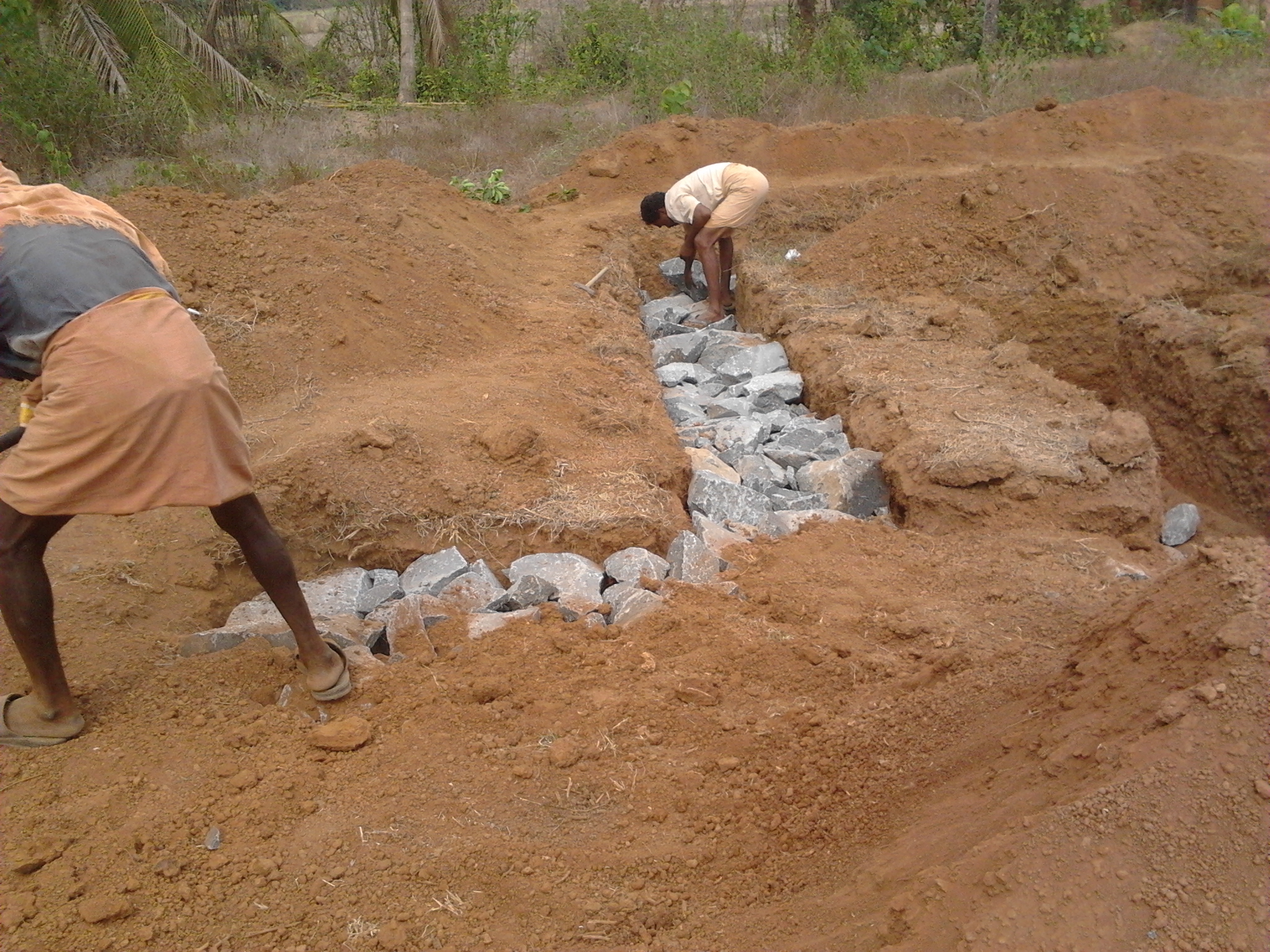
Укладка бутового камня в траншею для устройства ленточного фундамента

Бутовый фундамент — фундамент, основу которого составляют крупные (до полуметра в поперечнике) неровные куски плитнякового и постелистого рваного камня, булыжника, — главным образом плотные известняк и ракушечник, песчаник, доломит, гранит, диорит, базальт.
Различают ленточный фундамент бутобетонный и из бутовой кладки.

## Технология возведения
Кладка бутобетонных ленточных фундаментов ведётся под залив враспор со стенками траншеи: первый ряд крупных постелистых бутовых камней толщиной 25—30 см укладываются насухо на утрамбованный грунт с расщебёнкой, уплотнением слоя камня трамбовкой или кувалдой и заливкой жидким раствором всех пустот без опалубки.
Кладка бутовых ленточных фундаментов из булыжного камня ведётся только в распор со стенками траншеи. Камни укладывают вручную на растворе без опалубки.

### Техническая литература
- Ищенко И. И. Каменные работы. — Учеб. для СПТУ. 5-е изд., перераб. и доп.; ил. — М.: «Высшая школа», 1987. — 240 с. — ISBN 5811412853. — ISBN 978-5-8114-1285-3.
- Ищенко И. И. Технология каменных и монтажных работ / 3. В. Михальчук, худ. ред. Т. В. Панина, тех. ред. Т. Д. Гарина, корректор Г. А. Чечёткина. — М.: «Высшая школа», 1976.
- Ищенко И. И. Технология каменных и монтажных работ / Ред. Михальчук З. В.. — Учеб. для СПТУ; ил. — М.: «Высшая школа», 1988. — 335 с. — 100 000 экз.
- Журавлёв И. П., Лапшин П. А. Каменщик. — 2-е. — Ростов н/Д.: «Феникс», 2003. — 416 с. — (Начальное профессиональное образование). — ISBN 5-222-03437-2.